# Liste der Zeitungen im Aargau
Dies ist eine Liste der Zeitungen im Aargau beginnend mit den Publikationen ab dem 19. Jahrhundert. Am 19. Februar 1803 entstand der Kanton Aargau in seinen heutigen Grenzen durch die Mediationsakte in Paris. Am 12. März 1803 nahm die dort ernannte provisorische Regierungskommission ihre Arbeit auf. Im Mai befasste sie sich mit der Frage, wo die amtlichen Publikationen erscheinen sollten, und so erschien am 4. Juni 1803 das Aargauische Kantonsblatt in Korrespondenz mit dem Kanton Aargauischen Intelligenzblatt. Nachdem man sich zuvor mit Zeitungen aus Basel und Zürich sowie fremdländischen Druckerzeugnissen begnügt hatte, konnte sich nun das Zeitungswesen im Aargau etablieren – stark politisiert in konservative Zeitungen mit eher sicherem Leserkreis und in unitarische, die ihre Leserschaft erst noch finden mussten.

## Bezirk Aarau

### Aarau
- Aarauer Anzeiger (Vorgänger der Aarauer Nachrichten)
- Aarauer Kurier 1843–1848
- Aarauer Nachrichten 1854–1918
- Aarauer Tagblatt 1847–1880
- Aarauer Zeitung 1814–1821
- Aargauer: Der Freie Aargauer 1906–1987
- Aargauer: Neuer Freier Aargauer 1912–1932
- Aargauer (auch Aargauischer) Anzeiger 1797–1918
- Aargauer Blatt 1848–1849
- Aargauer Kurier 1967–1997
- Aargauer Nachrichten 1854–1918
- Aargauer Tagblatt 1880–1996 (siehe Aargauer Zeitung)
- Aargauer Volksfreund 1862–1956
- Aargauer Zeitung: Neue Aargauer Zeitung 1913–1947
- Aargauer Zeitung (Aristokratenblatt) 1839–1895
- Aargauer Zeitung / Neue Aargauer Zeitung 1828–1831 und 1839–1858
- Alpenhorn: Das Alpenhorn 1837–1841
- Alpenzeiger 1975–1995
- Amtsblatt des Kantons Aargau 1839–
- Anzeigenblatt: Aargauisches Anzeigenblatt 1877–1879
- Anzeiger: Aargauischer Anzeiger 1797–1918
- Anzeiger: Täglicher Anzeiger der Stadt Aarau 1854–1854
- Befreiung 1908–1914
- Bibliothek der Neuesten Weltkunde 1828–1848
- Blätter und Blüthen 1881–1885
- Bürgerblatt 1980–
- Bürgerzeitung: Neue Bürger Zeitung 1969–1972, Beilage im AT bis 31.1.1978
- Eidgenosse: Der Eidgenosse 1923–?
- Erheiterungen 1801–1808
- Föhn 1935–1936
- Frau: Die Frau in Leben und Arbeit 1938–1975 (siehe S'Rote Heftli, Siebnen)
- Frauenrecht 1921–1937
- Freidenker: Der Freidenker 1927–1952
- Front: Die Nationale Front 1930–1948
- General-Anzeiger von Aarau und Umgebung 1913–1992 siehe Regional-Zeitung (AT) - 1997
- Generation: Die Junge Generation 1934–1937 (1935–1937 in St. Gallen)
- Genossenschafter: Der Genossenschafter 1897–1898 (in Aarau)
- Gewerbe-Zeitung: Aargauische Gewerbezeitung 1899–1909
- Grenzschutz-Zeitung: Die Grenzschutzzeitung der 5. Division 1939
- Gruss aus der Heimat für Schweizer in fernen Landen 1877–1879
- Helvetia 1822–1833
- ja: 1955–1956
- Jahrbücher: Schweizerische Jahrbücher 1823
- Intelligenz-Blatt: Hochobrigkeitlich privilegiertes aargauisches Intelligenz-Blatt 1797–1798
- Kanton Aargauisches Intelligenz-Blatt 1803–1810
- Kantonsblatt: Aargauisches Kantonsblatt 1803–1814/1834–1838
- Kulmer Zeitung: Neue Kulmer Zeitung 1915
- Küttiger Anzeiger 1950–1993
- Lokalanzeiger von Aarau und Umgebung 1912
- Miscellen für die neueste Weltkunde 1807–1813
- Mitteilungen der Deutschschweizerischen Gesellschaft 1916–1920
- Museum: Schweizerisches Museum 1816
- Pfeil: Der Pfeil 1947–1980
- Posthörnchen: Das Posthörnchen 1838–1845
- Praxis: Die Praxis 1930–1934
- Prometheus 1832/33
- Revisionszeitung: Aargauische Revisionszeitung 1884
- Schweiz: Freie Schweiz 1897–1898 (nur teilweise in Aarau)
- Schweizer Annalen 1944–1946
- Schweizer Bauernzeitung: (Allgemeine) Schweizer Bauernzeitung 1854–1865, in Aarau 1857–1863
- Schweizerbote: Der aufrichtige und wohlerfahrene Schweizerbote 1804–1878
- Schweizer Frauenblatt 1919–1925 in Aarau, dann in Zürich
- Schweizer Umschau 1905–1910
- Seet(h)aler: Der Seet(h)aler 1866–1973 (siehe Seetaler Tagblatt, Kopfblatt AT)
- Stimmen: Freie Stimmen über das aargauische Verfassungswesen 1831
- Suhrentaler Bote 1867–1918
- Überlieferungen zur Geschichte unserer Zeit 1817–1823
- Unabhängige: der Unabhängige 1875–1877 (in Aarau 1877)
- Unterhaltungsblätter: Wöchentliche Unterhaltungsblätter für Welt- und Menschenkunde 1824–1827
- Verband: Der schweizerische Vaterländische Verband (Die Nationale Front)
- Verhandlungen des Verfassungsrates des Kantons Aargau 1831
- Verhandlungsblätter der Gesellschaft für vaterländische Kultur
- Volksstimmen aus dem Aargau 1851–1852
- Volkszeitung: Schweizerische Volkszeitung 1840
- VSAM Zeitung - Journal 1920
- Wochenblatt: Aargauisches Wochenblatt 1832–1833
- Wochenblatt: Aergaüisches Wochenblatt (Intelligenzblatt) siehe dort
- Wochenblatt: Unter-Aergüisches Wochenblatt (Intelligenzblatt) siehe Wochenblatt von Aarau 1836–1842
- Zeitblätter: Aargauische Zeitblätter 1831
- Zeitschrift: Schweizerische Landwirt(h)schaftliche Zeitschrift (in Aarau 1879-188 und 1891–1906. Die Grüne)

### Oberentfelden
- Landanzeiger: Der Landanzeiger 1909–

## Bezirk Baden

### Baden
- Aargauer Blätter 1961–1968
- Aargau: Der Neue Aargau 1886–1895
- Aargauer Volksblatt 1911–1992
- Aargauer Volkszeitung 1836–1838
- Abendland 1968–
- Bade-Blatt/Fremdenliste/Kurliste
- Badener Abendpost 1872/1878–1880
- Badener Anzeiger 1869–1877/1883–1885
- Badener Tagblatt (1856) 1870–1996, siehe Aargauer Zeitung
- Badener Volksblatt 1895–1911
- Badener Wochenblatt 1885–1906
- Badener Wochenblatt und Aargauer Bauernzeitung 1907–1912
- Badener Zeitung 1853–1855
- Bauernfreund: Der Bauernfreund 1862–1868
- Bauernzeitung: Aargauische Bauern- und Bürgerzeitung 1938–1964, 1964–1964 in Windisch
- Bauernzeitung: Aargauische Bauernzeitung 1893–1905
- Botschaft: Die Botschaft 1856
- Dorfzeitung: Schweizerische Dorfzeitung 1840–1850
- Freisinnige: Der Freisinnige 1842–1850
- Goiec obozony 1941 (polnische Zeitung)
- Kriegsrundschreiben 1917 (Deutsche Gesellschaft Baden)
- Landeszeitung: Aargauische Landeszeitung 1850–1877/1883–1885
- Nationaldemokratie 1935
- National-Zeitung: Schweizerische National-Zeitung
- Reussthaler: Der Reussthaler 1906–1917
- Schildwache: Die Schildwache am Jura 1912–1937
- Schweizer-Blatt: Ein Schweizer-Blatt 1782
- Schweizer Freie Presse 1885–1938
- Schweizer Zeitung 1965
- Schweizer Zeitung: Neue Schweizer Zeitung 1863–1866
- Stimme: Die Stimme von der Limmat 1842–1852
- Tagblatt der Stadt Baden 1856–1870
- Tagblatt für die Bäder zu Baden in der Schweiz
- Typis, 1928- (Christlicher Buchdrucker-Verband)
- Volksblatt: Aargauisches Volksblatt 1832–1933
- Volkszeitung: Schweizerische Volkszeitung 1851–1928
- Wettinger Nachrichten 1939
- Wochenblatt: Aargauisches Wochenblatt
- Wochenblatt: gemeinnütziges Schweizerisches Wochenblatt zur Belehrung und Unterhaltung 1818
- Wort: das freie Wort 1862–1894
- Zeitung: Neue Eidgenössische Zeitung 1848–1855

### Birmenstorf
- Aargauer Zeitung 1839–1940
- Dorfzeitung: Schweizerische Dorfzeitung 1840–1850 (bis 1842 in Birmenstorf)

### Mellingen
- Bauernblatt: Aargauisches Bauernblatt 1922–1923
- Geschäfts-Anzeiger 1949–1950
- Heimat: Aus Heimat und Fremde 1921–1922
- Reussbote: Der Reussbote 1898–

### Neuenhof
- Limmatwelle 1980

### Untersiggenthal
- Rundschau 1975

### Wettingen
- Wettinger Nachrichten 1939

### Würenlos
- Wettinger Kreisanzeiger 1924–?

## Bezirk Bremgarten

### Bremgarten
- Anzeiger für das Freiamt 1909–1910
- Bremgarter Bezirks-Anzeiger 1806-; ab 1995 Kopfblatt-System mit Wohler Anzeiger
- Bremgarter Volksblatt 1895–1908
- Bremgarter Volksfreund ab 1911
- Bremgarter Wochenblatt ab 1934
- Freiämter: Der Freiämter 1840–1842
- Freiämter: Der unerschrockene Freiämter 1841

### Dottikon
- Generalanzeiger des Bezirks Bremgarten 1924–
- Generalanzeiger und freie Volkszeitung der Bezirke Bremgarten, Baden und Lenzburg (späterer Name des Generalanzeigers)

### Hägglingen
- Echo vom Maiengrün 1892–

### Sarmenstorf
- Bote: Der Bote für Berg und Tal 1862–1948 (nur 1862 in Sarmenstorf)
- Freiämter Wochenblatt 1854–1862

### Villmergen
- Bünztaler: Der Bünztaler 1896–1903
- Freiämter Nachrichten 1914–1992, dann BT -1996
- Rundschau: Die Rundschau 1936–1938 (Kopfblatt)

### Wohlen
- Bote: Der Bote/Der Bote für Berg und Tal 1862–1948
- Freiämterstimmen 1868–1910; siehe Freiämter Zeitung
- Freiämter Tagblatt 1973 ab Okt. Kopfblatt des Aargauer Tagblattes
- Freiämter Volkszeitung 1911
- Freiämter Zeitung ab 1911–1977; Freiämter Tagblatt, AT,-1996
- Neue Bürger-Zeitung, 1969–1972 (als Beilage zum AT)
- Wohler Anzeiger 1887- (ab 1995 Kopfblatt-System mit Bremgarter Bezirksanzeiger)
- Wochenend-Mazain Aargauer Anzeiger von Bremgarter Bezirks-Anzeiger/Der Freischütz/Freiämter Nachrichten/Freiämter Anzeiger 1975

## Bezirk Brugg

### Brugg
- Anzeiger für Brugg und Umgebung 1870–1873
- Bauernzeitung: Schweizerische Bauernzeitung 1901–1975; siehe Brugger-Information (Beilage)
- Brugger Anzeiger 1903–1907
- Brugger Generalanzeiger 1940- (1937–1940 Bezirks-)
- Brugger Tagblatt 1900–1969, dann Kopfblatt AT -1996
- Genossenschafter: Der Genossenschafter 1890- (in Brugg ab 1902)
- Hausfreund: Aargauischer Hausfreund 1864–1939
- Marktzeitung: Schweizer. landwirtschaftliche Marktzeitung 1911–1935, dann Beilage
- Paysan: Le Paysan Suisse 1901–1975
- Revue suisse des marchés agricoles 1911–1974
- Schweizer Freie Presse 1885–1938 (in Brugg 1932–1936)
- Schweizer Volkswirt: Der Schweizer Volkswirt - L'Économiste Suisse 1915/16
- Volkszeitung: Neue Volkszeitung 1866
- Zeitung: Aargauische Zeitung 1900
- Bauern- und Bürgerzeitung 1959–1969, dann Kopfblatt der Neuen Berner Zeitung,-1972 als Neue Bürger Zeitung, ab 1972 Neue Bürger Zeitung AT, Aarau

### Schinznach-Dorf
- Unteraargauer Volksanzeiger 1929–1934

### Windisch
- Brugger Bezirks Anzeiger 1937–1940
- Politik und Wissenschaft 1947–1949 (nur Zwischenstation in Windisch)

## Bezirk Kulm

### Menziken
- Anzeiger für das Michelsamt 1908- (in Menziken 1908/09)
- Kulmer Bezirksblatt 1923–1962 (Kopfblatt Wynentaler, siehe dort)
- Sonntags-Bote 1940–1956
- Volksbote 1857–1859
- Wynentaler-Blatt 1861–

### Reinach
- Bilder der Gegenwart 1860–1961
- Echo vom Homberg 1884–1962
- Presse: Die freie Presse 1859–1863
- Volksbote 1857–1859
- Wochen-Post: Regionale 1988

### Schöftland
- Aargauer Post 1910–1918 (ab 1911 Kopfblatt Wynentaler)
- Anzeiger von Schöftland 1904–1910
- Nachrichtenblatt des mittleren Suhrentales / Euises Blättli 1950
- Suhrentaler 1938–1945

### Unterkulm
- Anzeiger von Kulm 1900–
- Kulmer Wochenblatt 1890–1893

## Bezirk Laufenburg

### Frick
- Fricktal Bote 1925–
- Frickthaler Zeitung: Neue Frickthaler Zeitung 1859–1860
- Frickthaler Zeitung 1855–1860, dann Frickthaler-Grenzbote
- Unter Aargauer: Der Unter-Aargauer 1895
- Fricktaler Anzeiger, Regionalausgabe von Fricktal-Bote, Fricktaler, Neue Rheinfelder Zeitung, Bezirksanzeiger ab 1979, heute Fricktal.info

### Laufenburg
- Frickthaler: Der Frickthaler 1851- ; in Laufenburg seit 1861 (id. seit 1970 mit Neue Rheinfelder Zeitung)
- Frickthaler Anzeiger: Frickthaler Allgemeiner Anzeiger 1902–
- Rhein-Bote 1841–1843
- Rheinfelder Zeitung: Neue Rheinfelder Zeitung 1889- (ab 1942 in Laufenburg)
- Volks-Zeitung 1844–1848
- Wächter: Der Wächter am Rhein 1843

## Bezirk Lenzburg

### Fahrwangen
- Anzeiger vom Lindenberg / Der Lindenberg 1922- (1969- ab 1973 im Zeitungsformat)

### Hendschiken
- Aargauer Landbote 1877–1879
- Geschäftsanzeiger 1876

### Lenzburg
- Aargauer 1874–1902
- Aargauer Volksblatt 1878–1880
- Dies und Das 1929–1965
- Kritik: Freie Kritik 1948
- Lenzburger Bezirksanzeiger 1902–
- Lenzburger Volksfreund 1875
- Lenzburger Wochenblatt (und Anzeiger) 1850–
- Lenzburger Zeitung 1870–1885
- Opposition: Die Opposition 1946–1948

### Seengen
- Anzeiger: Allgemeiner Anzeiger 1868
- Seet(h)aler: Der Seet(h)aler 1866–1973, ab 1.10.1972 als Seetaler Tagblatt im AT integriert, Titel verschwindet 1.3.1975
- Seet(h)aler Blatt: See- und Suhrenthaler-Blatt 1867 (3. Druckort)

## Bezirk Muri

### Muri
- Aemtler: Der Freie Aemtler 1868/1869–1893
- Bote: Der Bote (von Berg und Tal) 1862–1948, ab 1863 in Muri, seit 1830 Kopfblatt: Freiämter Zeitung
- Freischütz: Der Freischütz 1863/64- (anlässlich des 150-Jahr-Jubiläums in 2013 umbenannt in Der Freiämter und zum 1. Januar 2019 aus den Händen der Familien Heller und Kron in den Verlag Freiämter Regionalzeitungen AG übereignet[2])
- Geschäftsblatt 1929–
- Heurüpfel: Der Heurüpfel, vor 1864, Vorgänger des Freischütz

### Sins
- Anzeiger für das Habsburgeramt 1953–1954 (ab 1954 in Ebikon)
- Anzeiger für das Oberfreiamt 1868–
- Freiämter Anzeiger 1869–1873
- Volksblatt: Katholisches Volksblatt für das Freianmt 1937–1959
- Zuger Post: Neue Zuger Post 1954- (nur 1954 in Sins) Fricktal

## Bezirk Rheinfelden

### Möhlin
- Anzeiger für das Möhlin- und untere Fricktal 1931–1977, siehe Möhliner Zeitung -1979
- Politik und Wissenschaft 1947–1959 (nur zeitweise in Möhlin)

### Stein
- Fricktaler Wochenblatt

### Rheinfelden
- Aargauer Tagblatt, Ausgabe Fricktal ab 7.4.1977
- Bezirks-Anzeiger für das Fricktal 1909–1917
- Bezirks-Anzeiger für den Bezirk Rheinfelden und Umgebung 1945–
- Frickthaler Anzeiger 1851–1855, siehe Frickthaler Zeitung -1860, siehe Frickthaler 1860, siehe Laufenburg
- Grenzbote 1848–1849
- Rheinfelder Bezirksanzeiger: Neuer Rheinfelder Bezirksanzeiger 1945/46
- Rheinfelder Zeitung: Neue Rheinfelder Zeitung 1889
- Schweiz: Reformierte Schweiz 1944- (bis 1954 Rheinfelden)
- Schweizerbote: Der Schweizerbote aus dem Frickthal 1889–1908
- Volksfreund: Der Volksfreund 1848–1849
- Volksstimme aus dem Frickthal 1861–
- Volksstimme: Die Volksstimme
- Volks-Zeitung 1844–1848
- Zeitung: Frickthaler Zeitung 1855–1860

## Bezirk Zofingen

### Aarburg
- Aarburger Anzeigenblatt 1883–1883
- Aarburger Anzeiger 1875–1876
- Aarburger Wochenblatt 1874–1875
- Anzeiger 1884/1894–1909
- Anzeiger: Allgemeiner Anzeiger für den Bezirk Zofingen 1909–
- Centralanzeiger für den Kanton Aargau 1879
- Jungen: Wir Jungen 1941–1943 (in Aarburg), sonst cont.
- Republikaner: Der Republikanter 1872–1873
- Suhrentaler Centralanzeiger
- Wiggerthaler: Der Wiggerthaler 1866–1870
- Wiggerthaler Anzeiger 1879–1883

### Zofingen
- Aargauer Arbeiterfreund 1893
- Anzeiger 1884
- Anzeiger: Allgemeiner Anzeiger für den Bezirk Zofingen 1909
- Anzeiger für das Wiggerthal und die Umgebung 1885–1886
- Anzeiger für den Bezirk Zofingen 1883
- Anzeiger für den Bezirk Zofingen und die umliegenden Kantone 1884
- Anzeiger für die Städte Aarau, Zofingen, Aarburg und Umgebung 1885
- Anzeiger; Schweizerischer allgemeiner Anzeiger 1885
- Blatt für Alle/Ringiers Blatt für Alle/Frauen- und Medezeitung/Illustrierte für Alle 1931–67 - siehe Gelbes Heft - 1988, siehe Schweizer Woche 1988–97
- Illustrierte: Neue Illustrierte am Montag/Sie und Er 1925–1930 (1970)
- Schweizer Anzeiger: Schweizer Allgemeiner Anzeiger 1884–1885
- Schweizer Bote: Der alt-christliche Schweizer Bote 1808
- Schweizer Frauen-Zeitung 1879–1912
- Schweizer Radio Zeitung 1925–1958, siehe Radio und Fernsehen
- Schweizer Tagespost 1886–1887
- Schweizer Illustrierte Zeitung 1911–
- Sie und Er 1930–1972
- Suhrenthaler Anzeiger 1905–1924
- Unterhaltungs-Blätter/Ringiers Unterhaltungs-Blätter 1922
- Volks-Zeitung: Allgemeine Schweizerische Volkszeitung 1885–1922, Glückspost
- Wiggerthal: Aus dem Wiggerthal 1863/64
- Zentralblatt des Schweizerischen Zofingervereins 1861
- Zofinger Anzeiger 1883/84
- Zofinger Anzeiger und Aarburger Anzeigenblatt 1894
- Zofinger Post/Zofinger Post und Wiggerthaler Anzeiger/Zofinger Tagespost 1887–1892
- Zofinger Tagblatt 1872–
- Zofinger Volksblatt 1846–1953
- Zofinger Wochenblatt für Stadt und Land 1811–1925
- Zofinger Zeitung: Neue Zofinger Zeitung 1883–1884
- Zofingia 1861–

## Bezirk Zurzach

### Endingen
- Surbthaler: Der Surbthaler 1895–1899
- Full-Reuenthal: Rhein-Bote 1841–1843 (Jüppen)

### Klingnau
- Botschaft: Die Botschaft 1856-, jetzt in Döttingen
- Schweizer-Broschüren für Volk und Gelehrte 1871–1872
- Schweizer Zeitung: Neue Schweizer Zeitung 1863–1866

### Zurzach
- Aargauer Volksbote/Aargauer Volksbote von Zurzach 1840–1842
- Besen: Der eiserne Besen 1931–1933
- Grenzbote: Der Grenzbote 1876–1888
- Post: Die Post 1841
- Rheinbote: Der Rheinbote 1877–1899
- Rheinschnacken 1881–1887
- Unterhaltungsfreund 1840
- Volksblatt für den Bezirk Zurzach 1900–1907
- Volksbote: Aargauischer Volksbote 1874
- Zurzacher Wochenblatt 1847–1850/1869–1874